# Ljungblåvinge
Ljungblåvinge, Plebejus argus, är en fjärilsart i familjen juvelvingar.
Vingbredden varierar mellan 23 och 27 millimeter, på olika individer.

## Beskrivning
Hanen är blåviolett på ovansidan och vingarna har en brunsvart kant med vita fransar längst ut. Vingarnas undersidor är ljusgrå med mörka och orange fläckar. Honan är brun på ovansidan med orange fläckar längs vingkanterna. Vingarna är ljusare bruna på undersidan med fläckar liknande hanens. Ljungblåvinge kan vara svår att skilja från hedblåvinge (Plebejus idas) eftersom båda har samma utbredningsområde, är lika i utseendet och dessutom kan variera i utseende.
Larven är grön-, brun- och vitrandig och blir upp till 10 millimeter lång.
Värdväxter för ljungblåvingen är bland annat ljung, arter av Solvändor och olika ärtväxter exempelvis käringtänder, vedlar, ginster och puktörnen.
Larverna vårdas av myror i släktena jordmyror, Lasius och stormyror, Formica.

## Utbredning
Ljungblåvingens utbredning är Europa och Turkiet samt den tempererade delen av Asien från Sibirien via Centralasien till Mongoliet, norra Kina och Japan. I Sverige förekommer den i hela landet upp till Jämtland och Norrbotten, i Lule och Pite lappmarker dock mycket glest. I Finland finns fjärilen i hela landet upp till 67° N. Den finns även i Norge med nordgräns i Møre og Romsdal fylke, samt i Danmark, där den har gått tillbaka och nu framför allt finns på norra Själland och Jylland.